# Mateuszowo
Mateuszowo [pronunciación en polaco: /matɛuˈʂɔvɔ/] es una aldea ubicada en el distrito administrativo de Gmina Dubienka, dentro del condado de Chełm, voivodato de Lublin, en el este de Polonia, cerca de la frontera con Ucrania. Se encuentra a unos 4 kilómetros al noroeste de Dubienka, a 27 kilómetros al este de Chełm, y a 91 kilómetros al este de la capital regional Lublin.